# Atimura japonica
Atimura japonica es una especie de escarabajo del género Atimura, familia Cerambycidae. Fue descrita científicamente por Bates en 1873.
Se distribuye por China, Japón, Filipinas y Vietnam. Posee una longitud corporal de 5-9 milímetros. El período de vuelo de esta especie ocurre en los meses de abril, mayo, junio, julio, agosto y septiembre.
La dieta de Atimura japonica comprende una gran diversidad de plantas y arbustos de la familia Fabaceae, Juglandaceae y Moraceae, entre ellas, las especies Pueraria lobata, Juglans ailantifolia y Ficus carica.